# Calamus yentuensis
Calamus yentuensis är en enhjärtbladig växtart som beskrevs av Andrew James Henderson och N.Q.Dung. Calamus yentuensis ingår i släktet Calamus och familjen Arecaceae. Inga underarter finns listade i Catalogue of Life.